# Asphodeline prismatocarpa
Asphodeline prismatocarpa är en grästrädsväxtart som beskrevs av Jacques Étienne Gay och Pierre Edmond Boissier. Asphodeline prismatocarpa ingår i släktet junkerliljor, och familjen grästrädsväxter. Inga underarter finns listade i Catalogue of Life.